# Franz von Sonnleithner
Franz von Sonnleithner (Salisburgo, 1º giugno 1905 – Ingelheim am Rhein, 18 aprile 1981) è stato un diplomatico austriaco,  rappresentante ufficiale del Ministero e del Ministro degli esteri del Reich durante la Seconda guerra mondiale.

## Biografia

### Studi
Nacque a Salisburgo (Austria) il 1º giugno 1905. Figlio di un funzionario locale, studiò legge prima a Vienna e poi a Innsbruck, dove nel 1928 conseguì la laurea.

### Carriera
Intraprese la carriera in polizia, lavorando oltre che a Salisburgo, per lo più a Vienna: dapprima come commissario di polizia e poi presso la Cancelleria federale di Vienna. A causa del suo consenso riguardo all'annessione dell'Austria alla Germania nazista, fu ritenuto nazista e per questo arrestato nel 1934. Rimase in carcere fino al 12 marzo 1938, giorno del cosiddetto Anschluss, cioè quando la Germania annette ufficialmente a sé l'Austria. Dopo questo avvenimento, lavorò all'interno del Ministero degli Esteri tedesco ed in particolare a stretto contatto con l'allora Ministro degli esteri del Reich Joachim von Ribbentrop. Per lui arrivò a svolgere il ruolo di delegato ufficiale al suo posto nelle riunioni politiche.
Fu presente anche al Wolfsschanze, durante il fallito attentato a Hitler del 20 luglio 1944, in qualità di rappresentante del Ministro degli Esteri.

### Fine della guerra e morte
Dopo la fine della Seconda guerra mondiale, dall'aprile 1945 al 1948 fu internato nei campi di concentramento americani ed in seguito trasferito a lavorare ad Ingelheim am Rhein presso l'industria Boehringer Ingelheim. Lì morì il 18 aprile 1981, all'età di 75 anni.
Nel 1989 venne pubblicata postuma la sua opera dal titolo Come diplomatico nel "quartier generale di Hitler" (Als Diplomat im Führerhauptquartier: Aus dem Nachlass).